# Sostà
Sostà (en rus: Соста) és un poble (un possiólok) de Calmúquia, a Rússia, segons el cens del 2012 tenia 89 habitants. Pertany al districte municipal d'Ikí-Burul.